# 関川浩一
関川 浩一（せきかわ こういち、1969年4月1日 - ）は、東京都調布市出身の元プロ野球選手（外野手・捕手）、プロ野球コーチ。右投左打。

## 経歴

### プロ入り前
小学校時代は調布リトル、中学時代は同シニアに所属し、中学3年の夏には全日本選手権にて優勝を果たす。その後桐蔭学園高校に進学。入学早々の1年時の夏、後に慶應義塾大学のエースとして活躍した2学年先輩の志村亮投手らと共に第66回全国高等学校野球選手権大会に出場。「6番・右翼手」として先発出場で活躍。その後は、1学年下の小桧山雅仁らとバッテリーを組んで2年夏に県大会ベスト4、秋は関東大会ベスト8など強肩強打の捕手として活躍した。1学年下の捕手に大久保秀昭がいた。卒業後は駒澤大学に進学。駒大では3学年先輩に田村勤、2学年先輩に野村謙二郎、1学年後輩に竹下潤と若田部健一、2学年後輩に鶴田泰と田口昌徳がいた。東都大学リーグ通算50試合出場、161打数42安打、打率.261、3本塁打、13打点。捕手として大学リーグベストナインに2回輝く。また日米大学野球選手権大会にも出場した。
1990年度ドラフト会議で阪神タイガースから2位指名を受け、入団。背番号は21。駒大時代の先輩にあたる田村と、同じ年のドラフトで同じ球団に入団することとなった（田村は4位指名）。

### 阪神時代
プロ1年目の1991年シーズンは中村勝広監督の下、プロ1年目の7月31日対巨人戦に湯舟敏郎とバッテリーを組み、初スタメンを果たした。このシーズン序盤は木戸克彦と吉田博之、中盤以降は山田勝彦が正捕手として起用されており、関川は先発出場5試合と中々出場機会が得られなかった。
1992年シーズンは7月12日対中日戦に初先発。シーズンを通して山田勝彦が正捕手として活躍しており、2年目も関川の出場機会は中々得られなかった（先発出場5試合）。
1993年シーズンは出場機会を89試合に増やし、プロ初本塁打を放った。シーズン序盤は山田が正捕手だったが、6月以降は関川がほぼ正捕手として起用された。打撃も好調で打率.279を叩き出した。
1994年シーズンは103試合に出場し、規定打席不足だったが打率.269と好成績を残したが、守備面では盗塁阻止率がセ・リーグの歴代最低記録でもある.125を記録した。
1995年シーズンは捕手としてはチーム最多の94試合に出場（先発マスクでは86試合出場）初の規定打席到達（阪神の捕手では1988年の木戸以来、生え抜きのドラフト指名選手では田淵幸一・木戸以来三人目の達成者）を果たした。中村勝広監督の途中休養を受け、藤田平監督代行就任以降の8月は外野手としても出場した。打撃も打率.295（セ・リーグ9位）と好調を維持した。
1996年シーズンは藤田平が正式に一軍監督に就任し、開幕スタメン捕手で始まり、5月に一塁手、6月以降は右翼手レギュラーとしてほぼシーズンを通して活躍し、規定打席には到達できなかったが打率.314と初めて打率を3割に乗せた。
1997年シーズンは吉田義男監督が就任し、田淵幸一や前年のシーズン限りで現役を引退した木戸克彦が付けていた背番号22を継承した。シーズン中盤までは捕手として山田勝彦と出場機会を争い、8月以降は左翼手レギュラーとして起用された。相変わらず打撃は好調で、打率.306を叩き出し5本塁打は自己最高を記録した。この年のシーズンオフに久慈照嘉と共に大豊泰昭・矢野輝弘との2対2の交換トレードで中日ドラゴンズへ移籍。

### 中日時代
広いナゴヤドームに適応できる野手として外野手専任となり、前年内野手として不本意なシーズンを送った立浪和義、投手として伸び悩んでいた井上一樹と共に一軍外野守備コーチの二宮至の特訓を受けた。当時監督の星野仙一から重用され、移籍1年目からレギュラーとなり、1998年シーズンは125試合に出場し、3割は逃したが3年ぶりに規定打席に到達し、打率.285の成績を残した。なお公式戦では捕手として出場していないが、この年のオープン戦では中村武志が怪我で離脱中捕手として先発マスクで出場もした。
1999年シーズンは自身最高の成績となる135試合出場、打率.330、4本塁打、60打点、20盗塁を記録し、リーグ優勝の牽引役を果たした。主に1番打者として出場した他、勝負強さを買われ3番で起用されることも多かった。しかし同年の日本シリーズ第1戦ダイエーの先発工藤公康に狙い球を待つ時の癖を見られ、そこを徹底的に突かれたことでパニックに陥り、思い切りバットを振れなくなる。当時ダイエーの投手コーチ（ブルペン）の藤田学は「試合前の工藤の状態が全然よくなかったんですよ。工藤が出ていった後、すぐにリリーフピッチャーを呼んで『何かあったら、すぐいける準備をしとけ』って指示したくらいでしたからね。（中日の）先頭打者の関川が、フルカウントからボール球を振ってくれたのも大きかった。」と述べている。日本シリーズ第4戦まで無安打、計21打数2安打打率.095に封じられ、チームもダイエーに1勝4敗で日本シリーズ敗退した。同年の最優秀選手の選考では野口茂樹、上原浩治に次いで僅差の3位だった。
2000年シーズンは127試合に出場したものの前年の好打は影を潜め、打率.260に終わった。
2001年シーズンは出場試合数が激減し、65試合に留まり打率もさらに下降した。
監督が山田久志に代わった2002年シーズンは福留孝介の外野手転向や英智の台頭もあり出番が減り、73試合の出場に留り打率.212と低迷した。2002年に当時テレビ東京アナウンサーの家森幸子と結婚。
2003年シーズンは107試合に出場し、規定打席に届かないものの3割を超える好成績を残した。
2004年シーズンは落合博満が監督に就任し、リーグ優勝を果たすものの外野陣は福留・アレックス・英智の3人で埋められており、出番が回ってくることはほとんどなく、移籍後最少の12試合出場に留まりプロ入り後初の無安打に終わった。同年のシーズンオフに無償トレードで小山伸一郎と共に新規参入球団の東北楽天ゴールデンイーグルスへ移籍。

### 楽天時代
2005年シーズンの3月26日のロッテとの開幕戦（千葉）に「1番・左翼手」で先発出場。新球団1人目の打者となった（初回表先頭打者として相手先発清水直行の初球を左飛）。4月6日の日本ハム戦で通算1000本安打を達成。同時にこの1000本目の安打は球団史上初の猛打賞、及び球団史上初の三塁打となった。中盤以降は他の選手との併用されたため規定打席には届かなかったが101試合に出場し、打率.287の成績を残した。
2006年シーズンは野村克也が監督に就任。9月5日のオリックス戦（仙台）に2番で先発出場し、1試合犠打4個の日本プロ野球タイ記録（過去6人）を達成した。またこの年の後半戦から野村監督の方針で「藤井彰人とカツノリが負傷した際に捕手を守らせる」という意向で捕手守備の練習にも取り組んだが、実際に守備に就くことはなかった。この年のシーズンは前年のシーズンとほぼ変わらない打率を残したものの故障の影響で81試合の出場に終わった。
2007年シーズンは不調に陥るとその間に若手選手が台頭し、出場機会が激減。9月24日に同年のシーズン限りで現役引退を表明。引退試合の10月4日の対ロッテ23回戦で、「1番・中堅手」としてフル出場し、4打数1安打。現役最後の打席は代名詞となったヘッドスライディングを見せるも一塁ゴロ。相手投手は清水直行で、奇しくも楽天初の公式戦で先頭打者として対戦したのと同じ相手だった。試合後の引退セレモニーでは、監督に試合に出してもらえるよう頼んだところ、上記のように「1番・中堅手」で起用されたことに感謝の意を述べ涙した。プロ17年間の思い出について、「（1999年に）星野監督を胴上げすることができたこと。あの年は星野監督の笑顔を見たくて一生懸命やっていた」と話している。この年の出場数は17試合だった。11月30日に、自由契約選手としてNPBから公示。

### 現役引退後

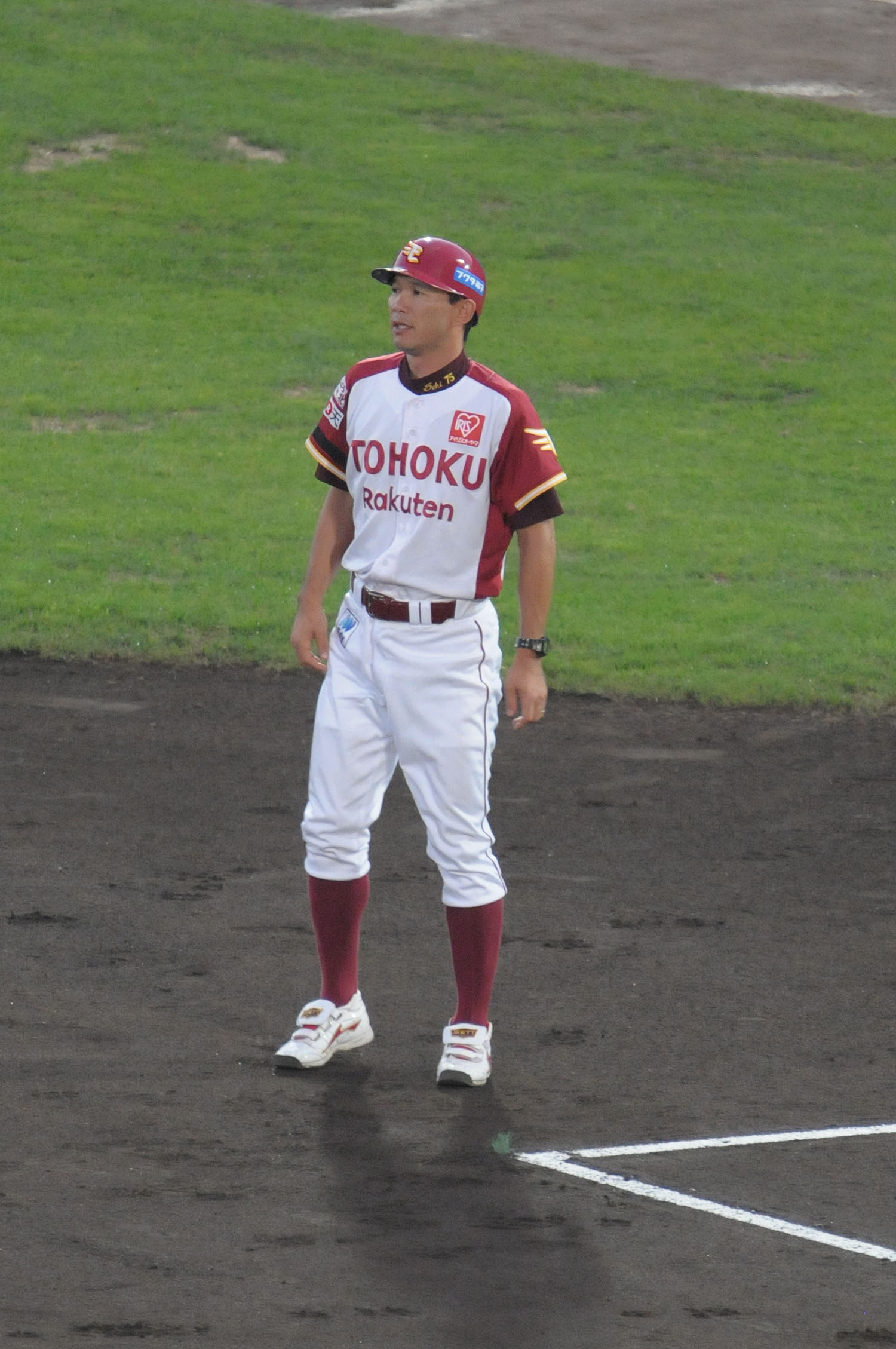
楽天コーチ時代（2011年8月30日、こまちスタジアム

2007年秋季キャンプから楽天一軍打撃コーチ補佐に就任し、2009年10月25日に解雇。
2010年は韓国プロ野球・SKワイバーンズの一軍打撃コーチを務めた。
2011年には楽天の監督に星野が就任したことを受け、二軍外野守備・走塁コーチとして同球団に復帰。5月15日に一軍外野守備・走塁コーチへ異動になったが、10月30日に退団が発表された。
2012年からは阪神の監督に就任した和田豊から招聘され同球団の一軍外野守備・走塁コーチに就任。8月17日の対東京ヤクルトスワローズ戦ではマット・マートンの守備でのミスを巡って試合後にマートンと衝突した。2013年からは一軍打撃コーチとなった。
阪神の一軍打撃コーチ時代の公式戦では、NPBが定めたベンチ登録コーチ数の上限（最大7名）との兼ね合いから、ユニフォームを着用せず（登録コーチに数えられない）スコアラーとしてポロシャツ姿でベンチに入っていた。2014年から打撃部門の責任者だった。2015年は長く続く打撃低迷、関川、高橋光信の両打撃コーチの目を盗んで、打撃コーチ補佐のトーマス・オマリーにアドバイスを求める選手が続出しはじめ、和田とは近い存在だったが打順を巡って対立、1か月間はメインの打撃指導から外れオマリーが担当した。チーム打率がセントラル・リーグ4位、総得点がリーグ最下位、総安打数がリーグ5位と低迷、貧打で敗れ去る試合が目立ち、10月15日に球団から解任された。
2015年11月19日、福岡ソフトバンクホークスの一軍野手総合巡回コーチに就任。デイリースポーツによると、このポストでは、基本として一軍で活動しながら、監督の工藤公康からの指名で二軍・三軍の野手に関する情報収集や指導も担当する。就任会見で「工藤監督の手足となって動けるようにしたい。選手が一番いい状態でいられるよう手助けするのが役割」と抱負を述べていたが、西日本スポーツに試合中の作戦面やまた選手の昇格、降格などで試行錯誤を繰り返したと指摘され、11.5ゲーム差を逆転され優勝を逃した。野手総合巡回コーチという役職は一年で廃止され、関川は解任となった。
2018年に三軍監督。同年オフに行われた2018年のアジアウインターベースボールリーグではウエスタン・リーグの監督を務めたが、3勝10敗3分けに終わり、レギュラーシーズン最下位に終わり、5チーム中上位4チームによるプレーオフ進出はできなかった。2019年は一軍打撃コーチを務めたが、得点はリーグ4位に低迷し、得点力不足に苦しんだ。
2020年からは三軍打撃兼外野守備走塁コーチ、2022年は二軍打撃コーチを務め、2023年からは一軍から四軍を巡回するコーディネーター（野手）を務める。

## 選手としての特徴・人物
怪我を恐れず、果敢にヘッドスライディングをするなど闘志溢れるプレースタイルが持ち味。シュアで勝負強い打撃を誇り、2桁盗塁を3度記録するなど俊足も兼ね備えている。阪神在籍時は捕手として持ち前の強肩を生かせず、盗塁阻止率に苦しんだ。そのため、外野手として起用されることも多く、中日移籍後からは完全に外野手に専念している。
愛称は「セキさん」。
中日時代は口元の髭がトレードマークになっていた。

## 詳細情報

### 年度別打撃成績
| 年 度      | 球 団      | 試 合 | 打 席 | 打 数 | 得 点 | 安 打 | 二 塁 打 | 三 塁 打 | 本 塁 打 | 塁 打 | 打 点 | 盗 塁 | 盗 塁 死 | 犠 打 | 犠 飛 | 四 球 | 敬 遠 | 死 球 | 三 振 | 併 殺 打 | 打 率 | 出 塁 率 | 長 打 率 | O P S |
| ---------- | ---------- | ----- | ----- | ----- | ----- | ----- | -------- | -------- | -------- | ----- | ----- | ----- | -------- | ----- | ----- | ----- | ----- | ----- | ----- | -------- | ----- | -------- | -------- | ----- |
| 1991       | 阪神       | 10    | 30    | 28    | 3     | 8     | 2        | 0        | 0        | 10    | 0     | 0     | 0        | 0     | 0     | 2     | 0     | 0     | 11    | 0        | .286  | .333     | .357     | .690  |
| 1992       | 阪神       | 31    | 46    | 43    | 1     | 5     | 1        | 0        | 0        | 6     | 2     | 0     | 0        | 0     | 0     | 3     | 0     | 0     | 13    | 1        | .116  | .174     | .140     | .313  |
| 1993       | 阪神       | 89    | 262   | 233   | 22    | 65    | 4        | 1        | 1        | 74    | 19    | 2     | 5        | 2     | 0     | 26    | 1     | 1     | 61    | 3        | .279  | .354     | .318     | .671  |
| 1994       | 阪神       | 103   | 320   | 283   | 27    | 76    | 8        | 1        | 2        | 92    | 27    | 2     | 4        | 9     | 2     | 26    | 2     | 0     | 37    | 5        | .269  | .328     | .325     | .653  |
| 1995       | 阪神       | 124   | 471   | 417   | 62    | 123   | 17       | 5        | 2        | 156   | 30    | 12    | 8        | 7     | 2     | 44    | 1     | 1     | 74    | 2        | .295  | .362     | .374     | .736  |
| 1996       | 阪神       | 113   | 382   | 344   | 32    | 108   | 21       | 2        | 2        | 139   | 28    | 5     | 6        | 2     | 4     | 32    | 7     | 0     | 60    | 2        | .314  | .368     | .404     | .772  |
| 1997       | 阪神       | 95    | 285   | 245   | 28    | 75    | 12       | 2        | 5        | 106   | 26    | 3     | 4        | 2     | 2     | 34    | 8     | 2     | 39    | 4        | .306  | .392     | .433     | .825  |
| 1998       | 中日       | 125   | 449   | 382   | 62    | 109   | 13       | 2        | 1        | 129   | 36    | 15    | 3        | 13    | 3     | 47    | 2     | 4     | 57    | 5        | .285  | .367     | .338     | .705  |
| 1999       | 中日       | 135   | 591   | 522   | 74    | 172   | 28       | 6        | 4        | 224   | 60    | 20    | 11       | 11    | 8     | 48    | 2     | 2     | 73    | 6        | .330  | .383     | .429     | .812  |
| 2000       | 中日       | 127   | 485   | 419   | 50    | 109   | 19       | 2        | 3        | 141   | 29    | 8     | 6        | 13    | 4     | 46    | 2     | 3     | 72    | 3        | .260  | .335     | .337     | .671  |
| 2001       | 中日       | 65    | 212   | 180   | 20    | 40    | 4        | 0        | 1        | 47    | 8     | 3     | 3        | 7     | 0     | 24    | 2     | 1     | 34    | 0        | .222  | .317     | .261     | .578  |
| 2002       | 中日       | 73    | 137   | 118   | 13    | 25    | 7        | 1        | 0        | 34    | 13    | 4     | 2        | 9     | 2     | 8     | 1     | 0     | 24    | 1        | .212  | .258     | .288     | .546  |
| 2003       | 中日       | 107   | 282   | 247   | 35    | 78    | 11       | 1        | 2        | 97    | 23    | 3     | 4        | 4     | 2     | 28    | 1     | 1     | 39    | 2        | .316  | .385     | .393     | .778  |
| 2004       | 中日       | 12    | 11    | 11    | 1     | 0     | 0        | 0        | 0        | 0     | 0     | 0     | 0        | 0     | 0     | 0     | 0     | 0     | 5     | 0        | .000  | .000     | .000     | .000  |
| 2005       | 楽天       | 101   | 294   | 258   | 30    | 74    | 16       | 2        | 0        | 94    | 12    | 7     | 6        | 6     | 2     | 26    | 0     | 2     | 53    | 1        | .287  | .354     | .364     | .719  |
| 2006       | 楽天       | 81    | 233   | 199   | 26    | 57    | 8        | 0        | 1        | 68    | 9     | 7     | 3        | 16    | 0     | 16    | 0     | 2     | 45    | 5        | .286  | .346     | .342     | .687  |
| 2007       | 楽天       | 17    | 25    | 24    | 4     | 5     | 2        | 0        | 0        | 7     | 2     | 0     | 0        | 0     | 0     | 0     | 0     | 1     | 5     | 0        | .208  | .240     | .292     | .532  |
| 通算：17年 | 通算：17年 | 1408  | 4515  | 3953  | 490   | 1129  | 173      | 25       | 24       | 1424  | 324   | 91    | 65       | 101   | 31    | 410   | 29    | 20    | 702   | 40       | .286  | .353     | .360     | .713  |

- 各年度の太字はリーグ最高

### 年度別守備成績
| 年 度 | 捕手  | 捕手  | 捕手  | 捕手  | 捕手  | 捕手  | 捕手     | 捕手     | 捕手     | 捕手     | 捕手     | 一塁  | 一塁  | 一塁  | 一塁  | 一塁  | 一塁     | 外野  | 外野  | 外野  | 外野  | 外野  | 外野     |
| 年 度 | 試 合 | 刺 殺 | 補 殺 | 失 策 | 併 殺 | 捕 逸 | 守 備 率 | 企 図 数 | 許 盗 塁 | 盗 塁 刺 | 阻 止 率 | 試 合 | 刺 殺 | 補 殺 | 失 策 | 併 殺 | 守 備 率 | 試 合 | 刺 殺 | 補 殺 | 失 策 | 併 殺 | 守 備 率 |
| ----- | ----- | ----- | ----- | ----- | ----- | ----- | -------- | -------- | -------- | -------- | -------- | ----- | ----- | ----- | ----- | ----- | -------- | ----- | ----- | ----- | ----- | ----- | -------- |
| 1991  | 10    | 55    | 1     | 1     | 1     | 1     | .982     | 7        | 7        | 0        | .000     | -     | -     | -     | -     | -     | -        |       |       |       |       |       |          |
| 1992  | 20    | 57    | 4     | 0     | 0     | 1     | 1.000    | 4        | 3        | 1        | .250     | -     | -     | -     | -     | -     | -        | 1     | 0     | 0     | 0     | 0     | .000     |
| 1993  | 86    | 486   | 29    | 0     | 6     | 6     | 1.000    | 43       | 30       | 13       | .302     | -     | -     | -     | -     | -     | -        |       |       |       |       |       |          |
| 1994  | 99    | 493   | 26    | 1     | 4     | 4     | .998     | 48       | 42       | 6        | .125     | -     | -     | -     | -     | -     | -        |       |       |       |       |       |          |
| 1995  | 94    | 562   | 51    | 6     | 5     | 5     | .990     | 82       | 57       | 25       | .305     | -     | -     | -     | -     | -     | -        | 26    | 47    | 4     | 3     | 1     | .944     |
| 1996  | 33    | 201   | 18    | 0     | 3     | 5     | 1.000    | 21       | 16       | 5        | .238     | 6     | 48    | 0     | 1     | 3     | .980     | 60    | 113   | 5     | 0     | 1     | 1.000    |
| 1997  | 60    | 267   | 36    | 5     | 5     | 4     | .984     | 53       | 36       | 17       | .321     | -     | -     | -     | -     | -     | -        | 31    | 28    | 1     | 2     | 0     | .935     |
| 1998  | -     | -     | -     | -     | -     | -     | -        | -        | -        | -        | -        | -     | -     | -     | -     | -     | -        | 120   | 237   | 6     | 2     | 1     | .992     |
| 1999  | -     | -     | -     | -     | -     | -     | -        | -        | -        | -        | -        | -     | -     | -     | -     | -     | -        | 135   | 252   | 5     | 3     | 1     | .988     |
| 2000  | -     | -     | -     | -     | -     | -     | -        | -        | -        | -        | -        | -     | -     | -     | -     | -     | -        | 123   | 209   | 9     | 2     | 0     | .991     |
| 2001  | -     | -     | -     | -     | -     | -     | -        | -        | -        | -        | -        | -     | -     | -     | -     | -     | -        | 60    | 89    | 4     | 1     | 2     | .989     |
| 2002  | -     | -     | -     | -     | -     | -     | -        | -        | -        | -        | -        | -     | -     | -     | -     | -     | -        | 51    | 55    | 1     | 0     | 0     | 1.000    |
| 2003  | -     | -     | -     | -     | -     | -     | -        | -        | -        | -        | -        | -     | -     | -     | -     | -     | -        | 76    | 95    | 3     | 1     | 0     | 1.000    |
| 2004  | -     | -     | -     | -     | -     | -     | -        | -        | -        | -        | -        | -     | -     | -     | -     | -     | -        | 1     | 1     | 0     | 0     | 0     | 1.000    |
| 2005  | -     | -     | -     | -     | -     | -     | -        | -        | -        | -        | -        | -     | -     | -     | -     | -     | -        | 95    | 162   | 3     | 3     | 1     | .982     |
| 2006  | -     | -     | -     | -     | -     | -     | -        | -        | -        | -        | -        | -     | -     | -     | -     | -     | -        | 68    | 98    | 3     | 2     | 1     | .981     |
| 2007  | -     | -     | -     | -     | -     | -     | -        | -        | -        | -        | -        | -     | -     | -     | -     | -     | -        | 5     | 7     | 0     | 0     | 0     | 1.000    |
| 通算  | 402   | 2121  | 165   | 13    | 25    | 26    | .994     | 258      | 191      | 67       | .260     | 6     | 48    | 0     | 1     | 3     | .980     | 852   | 1393  | 44    | 19    | 8     | .987     |

### 表彰
- ベストナイン：1回（外野手部門：1999年）
- JA全農Go・Go賞：1回（強肩賞：2000年9月）
- 愛知トヨタドラゴンズクラウン賞：1回（1999年）

### 記録
初記録
- 初出場・初先発出場：1991年7月31日、対読売ジャイアンツ17回戦（阪神甲子園球場）、8番・捕手で先発出場
- 初打席・初安打：同上、2回裏に香田勲男から左翼へ二塁打
- 初打点：1992年6月30日、対読売ジャイアンツ16回戦（東京ドーム）、4回表に斎藤雅樹から右前適時打
- 初本塁打：1993年5月11日、対読売ジャイアンツ4回戦（東京ドーム）、5回表に木戸克彦の代打で出場、桑田真澄からソロ
- 初盗塁：1993年7月16日、対横浜ベイスターズ14回戦（阪神甲子園球場）、8回裏に二盗（投手：佐々木主浩、捕手：谷繁元信）

節目の記録
- 1000試合出場：2001年6月29日、対横浜ベイスターズ14回戦（横浜スタジアム）、4回裏に右翼手として出場 ※史上369人目
- 1000安打：2005年4月5日、対北海道日本ハムファイターズ1回戦（福島県営あづま球場）、8回裏に鎌倉健から右中間へ三塁打 ※史上228人目

その他の記録
- 1試合4犠打：2006年9月5日、対オリックス・バファローズ17回戦（フルキャストスタジアム宮城） ※史上7人目
- 捕手シーズン最高守備率：1.000（1993年）
- オールスターゲーム出場：2回（1995年、1999年）

### 背番号
- 21（1991年 - 1996年）
- 22（1997年）
- 23（1998年 - 2007年）
- 81（2008年 - 2009年）
- 88（2010年、2018年 - 2022年）
- 75（2011年）
- 78（2012年 - 2014年）
- 77（2015年）
- 72（2016年）
- 019（2023年 - ）